# Choranthus
Choranthus is een geslacht van vlinders van de familie dikkopjes (Hesperiidae), uit de onderfamilie Hesperiinae.

## Soorten
- C. borincona (Watson, 1937)
- C. haitensis Skinner, 1920
- C. lilliae Bell, 1931
- C. radians (Lucas, 1857)
- C. richmondi Miller, 1965
- C. vitellius (Fabricius, 1793)